# Globisporangium sylvaticum
Globisporangium sylvaticum (syn. Pythium sylvaticum) ist ein Pflanzen-Pathogen aus der Gruppe der Eipilze, das an einer Vielzahl von Pflanzenarten Keimlings- und Wurzelfäule hervorruft. Zu den befallenen Arten gehören Äpfel, Karotten, Lorbeerkirsche, Gartenkresse, Gurken, Knoblauch, Salat, Erbsen, Rhododendron und Spinat. Symptome für eine Infektion sind u. a. Verzwergung, Welken, Chlorosen und Verbraunung sowie schließlich ein Absterben der Wurzeln. Das Pathogen kann durch den Nachweis von dicken, mikroskopisch kleinen, runden Sporen innerhalb der Wurzelzellen identifiziert werden.
Die Art wurde früher in die Gattung Pythium eingegliedert, doch diese wurde aufgrund der Morphologie der Sporangien in fünf getrennte Kladen aufgespalten.

## Beschreibung
Globisporangium sylvaticum ist heterothallisch, wogegen die Arten der Gattung Pythium durchweg homothallisch sind. Außerdem wurden die Oosporen nur bei speziellen Paarungen einiger Isolate nachgewiesen, was ihre heterothallische Natur erneut belegt. Da das Pathogen zu den Eipilzen gehört, produziert es verschiedene Sporen-Typen: Sporangien, Zoosporen und Oosporen.

## Lebenszyklus
Die Art beginnt ihren Lebenszyklus mit dem Wachstumsstadium, indem ein gut entwickeltes Myzel aus hyalinen Hyphen produziert wird. Dieses Myzel ist der aktiv wachsende „Körper“ des Organismus und für die Infektion des Wirtes, die daraus folgende Kolonisierung und die Nährstoffaufnahme aus dem Wirt verantwortlich.
Dieses Hyphenwachstum kann bei Globisporangium sylvaticum geschlechtlich oder ungeschlechtlich erfolgen.
Bei einer ungeschlechtlichen Vermehrung produziert Globisporangium sylvaticum endständige oder eingefügte Sporangien. Diese sind kugelförmig und dünnwandig bzw. zitronenförmig. Nach einer gewissen Zeit beginnen Zoosporen mit zwei Geißeln sich im Protoplasma der Sporangien zu entwickeln, die schließlich bei geeigneten Bedingungen freigesetzt werden. Die mobilen Zoosporen breiten sich durch das Übertragungsmedium aus, bis sie den Infektionsherd des Wirts erreichen, im Fall von G. sylvaticum den Keim oder die Wurzeln. Einmal dort angekommen, verkapseln sich die Zoosporen in den Wurzelspitzen oder im Keim und infizieren ihn so. Wenn sich das Myzel im Wirt ausbreitet, wird schließlich die Keimlings- bzw. Wurzelfäule hervorgerufen.
Für eine geschlechtliche Vermehrung braucht G. sylvaticum jedoch wie bereits erwähnt zwei verschiedene kompatible Isolate, um eine Oospore genannte diploide Struktur zu bilden. Die Oospore ist ein Dauerstadium der Art, welches nur unter günstigen Bedingungen wieder keimt. Im Fall von Globisporangium sylvaticum ist die Oospore kugelförmig, aplerotisch, d. h. mit einem Zwischenraum zwischen Oosporen-Wand und Oogon-Wand und dickwandig. Die Bildung der Oosporen wird durch die Verschmelzung eines Antheridiums mit einem Oogonium verursacht, des männlichen mit dem weiblichen Teil. Die Antheridien von Globisporangium sylvaticum sind diklinal und verzweigt, während die Oogonien interkalar und fast kugelförmig sind. Nachdem eine Oospore gebildet wurde, fährt der Organismus mit der Zellteilung fort und lässt so das Myzel wachsen, so dass sich beide Vermehrungszyklen unter den geeigneten Bedingungen wiederholen können.

## Ökologie
Eine feuchte Umgebung ist für die Entwicklung und Verbreitung von Globisporangium sylvaticum unbedingt erforderlich. Das Pathogen produziert hochmobile Zoosporen, welche ein Flagellum zur Fortbewegung einsetzen. Wenn Wasser vorhanden ist, nutzen die Zoosporen das Flagellum wie einen Propeller, um sich darin in Richtung auf einen künftigen Infektionsherd fortzubewegen. Unter ungünstigen Bedingungen überdauert das Pathogen als Oospore. Dies schützt es über lange Zeiträume, bis die Bedingungen für ein Wachstum ausreichend gut sind. Außerdem wurde beobachtet, dass ein optimales radiales Wachstum bei G. sylvaticum bei Temperaturen zwischen 28 °C und 30 °C erfolgt. Innerhalb dieser Spanne wurde ein Wachstum von 2,7 Zentimetern innerhalb von 24 Stunden beobachtet.